# Kiesbergtunnel
Der Kiesbergtunnel ist ein Straßentunnel im Stadtgebiet Wuppertals. Der Tunnel durchquert dabei die 282 Meter hohe Erhebung Kiesberg.

## Beschreibung
Die Planungen des Tunnels begannen im Jahr 1966, als man das Verkehrskonzept ab 1962 um das Sonnborner Kreuz mit der A 46 und der Wuppertaler Südtangente erstellte.
Der Tunnel wurde am 2. Oktober 1970 in Anwesenheit des damaligen Innenministers des Landes Nordrhein-Westfalen, Willi Weyer, eingeweiht und freigegeben. Er verbindet die Bundesautobahn 46 (A 46) über das Sonnborner Kreuz und ein Teilstück der Landesstraße 418 (L 418) mit der Neviandtstraße, Landesstraße 70 (L 70), in der Wuppertaler Südstadt. Der Tunnel wurde zur Entlastung der Wuppertaler Innenstadtstraßen, insbesondere der Bundesstraße 7 (Friedrich-Ebert-Straße), erbaut. Die Kosten betrugen damals 50 Millionen Deutsche Mark. Der Tunnel hat eine lichte Breite von 10 Metern und eine Höhe über beide Etagen von 11,8 Metern. Die Tunnelwände sind 0,8 bis 1,5 Meter dick und unbewehrt.
Die Besonderheit des Tunnels ist die doppelstöckige Ausführung, sodass die beiden jeweils zweispurigen Richtungsfahrbahnen nicht parallel, sondern weitestgehend übereinander verlaufen. Er ist mit dieser Konstruktion der erste zweistöckige Autotunnel in Europa. Während die untere (zur Südstadt) verlaufende Tunnelröhre eine Länge von 955 Meter besitzt, ist die obere (zum Sonnborner Kreuz) mit 855 Metern Länge naturgemäß etwas kürzer.

## Sanierung
Aufgrund von Undichtigkeiten in Tunneldecke und Tunnelwandungen wurde in den 1980er Jahren eine erste Sanierung für 2,67 Millionen DM durchgeführt. Die letzte größere Sanierung im Wert von sechs Millionen Euro fand 1997 bis 2000 statt. Probleme bereitet unter anderem die durchdringende Feuchtigkeit, die auch zur Eisbildung im Winter führen kann. Eine sogenannte „Verpressung“ des Tunnels brachte damals nicht den nachhaltigen Erfolg. Nun existieren Überlegungen, in die vorhandene Tunnelverschalung eine weitere neue einzusetzen, um den Bewegungen des Bergmassivs und dem Eindringen des Wassers entgegenzuwirken. Dies hätte aber den Nachteil, dass danach nur ein Fahrstreifen pro Röhre zur Verfügung stehen könnte. Damals wurde auch für 800.000 Euro ein zusätzliches, drittes Fluchttreppenhaus errichtet und ein Heizsystem installiert, das der Eisbildung entgegenwirken soll.
Im April 2004 folgte für 80.000 Euro die Sanierung der Stützwand des westlichen Portals. Am Hang wurde mit schwerem Gerät die Wand bearbeitet, da die Gefahr bestand, dass Teile des Betonmantels auf die Fahrbahn fielen.
Der Kiesbergtunnel wurde bis Juni 2016 nochmals umfassend saniert, um auch diesen Tunnel an die Sicherheitsstandards der RABT (Richtlinien für die Ausstattung und den Betrieb von Straßentunneln) 2006 anzupassen.

## Landesstraße 70
Die Landesstraße 70 beginnt an der L 418 und führt als autobahnähnliche Straße durch den Kiesbergtunnel. Für den ganzen Tunnelverlauf ist sie als Kraftfahrstraße ausgewiesen.
Nach dem Tunnelausgang führt die L 70 über innerörtliche Straßen in nördliche Richtung. Dabei sind im Verlauf die Neviandtstraße, Viehhofstraße, Südstraße, die Überquerung der Bahnstrecke Düsseldorf–Elberfeld über der Südbrücke, die Bahnhofstraße, die Berührung der Verkehrskreuzung Döppersberg, die Überquerung der Wupper über die Brausenwerther Brücke, Morianstraße, Gathe, Uellendahler Straße und die Herzkamper Straße in die L 70 miteinbezogen.
Nachdem die L 70 nach der Herzkamper Straße das Wuppertaler Stadtgebiet verlassen hat, führt sie bis nach Sprockhövel und endet dort.